# Crazy for You (bài hát)
"Crazy for You" là một bài hát của nghệ sĩ thu âm người Mỹ Madonna nằm trong album nhạc phim của bộ phim năm 1985 Vision Quest. Nó được phát hành vào ngày 2 tháng 3 năm 1985 như là đĩa đơn đầu tiên trích từ album bởi Geffen Records và CBS Records, và là một trong hai bài hát của Madonna được sử dụng cho bộ phim, bên cạnh "Gambler". "Crazy for You" được đồng viết lời bởi John Bettis và Jon Lind, trong khi phần sản xuất được đảm nhiệm bởi John "Jellybean" Benitez. Madonna được lựa chọn bởi giám đốc âm nhạc của Vision Quest Phil Ramone để tham gia phần nhạc phim, sau khi lắng nghe những bản thu âm trước đây của cô. Bettis và Lind đã sáng tác nó sau khi đọc kịch bản để phù hợp với tình tiết của phim, trong đó hai nhân vật chính gặp nhau tại một hộp đêm. Thu âm ban đầu của bài hát đã không gây được ấn tượng với Bettis và Lind, trước khi một phiên bản mới được ghi âm lại và được đưa vào album nhạc phim.
Ban đầu, Warner Bros. Records không muốn phát hành "Crazy for You" làm đĩa đơn, vì họ cho rằng bài hát sẽ lấy đi sự chú ý từ album phòng thu thứ hai của Madonna, Like a Virgin (1984). Sau đó, nhà sản xuất bộ phim Jon Peters và Peter Guber đã thuyết phục những quan chức của hãng đĩa để quyết định phát hành nó. Bài hát đánh dấu một định hướng âm nhạc mới trong sự nghiệp của Madonna, vì trước đây cô chưa từng phát hành bản ballad nào làm đĩa đơn. Đây là một bản pop ballad mang nội dung đề cập đến những ham muốn tình dục giữa hai người yêu nhau. Sau khi phát hành, nó nhận được đánh giá tích cực từ các nhà phê bình âm nhạc, trong đó họ gọi đây là một minh chứng cho việc khẳng định khả năng ca hát của nữ ca sĩ. Ngoài ra, bài hát còn gặt hái nhiều giải thưởng và đề cử tại những lễ trao giải lớn, bao gồm một đề cử giải Grammy cho Trình diễn giọng pop nữ xuất sắc nhất tại lễ trao giải thường niên lần thứ 28.
"Crazy for You" cũng gặt hái những thành công vượt trội về mặt thương mại, đứng đầu các bảng xếp hạng ở Úc và Canada, đồng thời lọt vào top 10 ở nhiều quốc gia nó xuất hiện, bao gồm vươn đến top 5 ở những thị trường lớn như Ireland, New Zealand và Vương quốc Anh. Tại Hoa Kỳ, nó đạt vị trí số một trên bảng xếp hạng Billboard Hot 100 trong một tuần, trở thành đĩa đơn quán quân thứ hai của Madonna tại đây. Một video ca nhạc cho "Crazy for You" đã được phát hành, trong đó bao gồm những cảnh nữ ca sĩ hát ở một hộp đêm như trong phân cảnh trích từ Vision Quest, xen kẽ với những hình ảnh khác từ bộ phim. Để quảng bá bài hát, Madonna đã trình diễn "Crazy for You" trong một số chuyến lưu diễn của cô. Kể từ khi phát hành, "Crazy for You" đã được hát lại bởi một số nghệ sĩ, đồng thời xuất hiện trong nhiều album tuyển tập trong sự nghiệp của nữ ca sĩ, như The Immaculate Collection (1990), Something to Remember (1995) và Celebration (2009).

## Danh sách bài hát
| - Đĩa 7" tại Hoa Kỳ 1. "Crazy for You" – 4:04 2. "No More Words" (thể hiện bởi Berlin) – 3:54 - Đĩa 7" quảng bá tại Hoa Kỳ 1. "Crazy for You" – 4:04 2. "Gambler" – 3:54 - Đĩa 12" tại Hà Lan 1. "Crazy for You" – 4:04 2. "I'll Fall in Love Again" (thể hiện bởi Sammy Hagar) – 4:11 3. "Only the Young" (thể hiện bởi Journey) – 4:01 | - Đĩa 7" tại Anh quốc (1985) 1. "Crazy for You" – 4:00 2. "I'll Fall in Love Again" (thể hiện bởi Sammy Hagar) – 4:11 - Đĩa 7"/cassette tại Anh quốc (1991) 1. "Crazy for You" (phối lại) – 3:45 2. "Keep It Together" (Shep Pettibone phối lại) – 4:30 - Đĩa 12"/CD maxi tại Anh quốc (1991) 1. "Crazy for You" (phối lại) – 3:45 2. "Keep It Together" (Shep Pettibone phối lại) – 7:45 3. "Into the Groove" (Shep Pettibone phối lại) – 8:06 |

## Thành phần thực hiện
Thành phần thực hiện được trích từ ghi chú của Vision Quest, Geffen Records.
- Madonna – giọng chính, giọng nền
- John Bettis – viết lời
- Jon Lind – viết lời
- John "Jellybean" Benitez – sản xuất
- Rob Mounsey – lập trình
- Greg Fulginiti – master

## Xếp hạng
| Bảng xếp hạng (1985)                     | Vị trí cao nhất |
| ---------------------------------------- | --------------- |
| Úc (Kent Music Report)                   | 1               |
| Áo (Ö3 Austria Top 40)                   | 23              |
| Bỉ (Ultratop 50 Flanders)                | 13              |
| Canada (RPM)                             | 1               |
| Canada Adult Contemporary (RPM)          | 2               |
| Châu Âu (European Hot 100 Singles)       | 6               |
| Pháp (SNEP)                              | 47              |
| Đức (Official German Charts)             | 26              |
| Ireland (IRMA)                           | 2               |
| Ý (FIMI)                                 | 15              |
| Nhật Bản Quốc tế (Oricon)                | 4               |
| Hà Lan (Dutch Top 40)                    | 9               |
| Hà Lan (Single Top 100)                  | 11              |
| New Zealand (Recorded Music NZ)          | 2               |
| Nam Phi (Springbok Radio)                | 7               |
| Tây Ban Nha (PROMUSICAE)                 | 17              |
| Thụy Điển (Sverigetopplistan)            | 13              |
| Thụy Sĩ (Schweizer Hitparade)            | 16              |
| Anh Quốc (OCC)                           | 2               |
| Hoa Kỳ Billboard Hot 100                 | 1               |
| Hoa Kỳ Adult Contemporary (Billboard)    | 2               |
| Hoa Kỳ Hot R&B/Hip-Hop Songs (Billboard) | 80              |

| Bảng xếp hạng (1985)                 | Vị trí |
| ------------------------------------ | ------ |
| Australia (Kent Music Report)        | 3      |
| Canada (RPM).                        | 7      |
| Italy (FIMI)                         | 59     |
| Netherlands (Dutch Top 40)           | 89     |
| Netherlands (Single Top 100)         | 58     |
| New Zealand (Recorded Music NZ)      | 3      |
| UK Singles (Official Charts Company) | 16     |
| US Billboard Hot 100                 | 9      |
| US Adult Contemporary (Billboard)    | 20     |
| Bảng xếp hạng (1991)                 | Vị trí |
| UK Singles (Official Charts Company) | 46     |

| Bảng xếp hạng (1980-89) | Vị trí |
| ----------------------- | ------ |
| US Billboard Hot 100    | 56     |

| Bảng xếp hạng                | Vị trí |
| ---------------------------- | ------ |
| US Billboard Hot 100         | 282    |
| US Billboard Hot 100 (Women) | 88     |

## Chứng nhận
| Quốc gia                                  | Chứng nhận    | Số đơn vị/doanh số chứng nhận |            |
| ----------------------------------------- | ------------- | ----------------------------- | ---------- |
| Nhật Bản (RIAJ)                           | —             | 46,300                        |            |
| Anh Quốc (BPI)                            | Vàng          | 766,000                       |            |
| access-date=June 4, 2015}}                | Hoa Kỳ (RIAA) | Vàng                          | 1.000.000^ |
| Nhạc số                                   |               |                               |            |
| Hoa Kỳ (RIAA)                             | —             | 211,000                       |            |
| ^ Chứng nhận dựa theo doanh số nhập hàng. |               |                               |            |